# Шахин, Бахар
Эли́ф Баха́р Шахи́н (тур. Elif Bahar Şahin; род. 4 мая 1997, Анкара) — турецкая актриса

 театра, кино, телевидения и озвучивания.

## Ранние годы
Элиф Бахар Шахин родилась 4 мая 1997 года в Анкаре (Турция) в семье родом из Артвина. Родители Шахин развелись и когда ей было 12 лет, переехала вместе со своей матерью в Стамбул, где продолжила получать образование. В школьные годы она входила в состав театрального коллектива. После получения театрального образования, присоединилась к театральной команде Молодёжного центра Анкары Алтындаг.

## Карьера
Дебютной ролью Шахин на телевидении стала Мюге Атахан в телесериале «Это моя жизнь», в котором она снималась с 2014 по 2017 год. Позже она сыграла в таких фильмах, как «Попутчики» (2017), «Попутчики 2» (2018) и «Хорошая игра» (2018), а также в ряде телесериалов, среди которых «Патруль средней школы» (2017) и «Богатство» (2018). С 2019 по 2020 год играла одну из главных ролей Джерен Йылмаз в телесериале «Жестокий Стамбул», за которую была номинирована на премию «Золотая бабочка» в категории «Лучшая женская роль».

## Фильмография
| Год       |    | Русское название      | Оригинальное название | Роль                    |
| --------- | -- | --------------------- | --------------------- | ----------------------- |
| 2014—2017 | с  | Это моя жизнь         | O Hayat Benim         | Мюге Атахан             |
| 2015      | с  | Эй, Стамбул!          | Ulan İstanbul         |                         |
| 2017      | мф | Пепи: Время единства  | Pepee: Birlik Zamanı  | Лико                    |
| 2017      | с  | Патруль средней школы | Lise Devriyesi        | Ышыл Йылмаз             |
| 2017      | ф  | Попутчики             | Yol Arkadaşım         | Джемре                  |
| 2017      | ф  | О, я говорю           | Oha Diyorum           | Яз                      |
| 2017      | с  | Не для записи         | Kayıtdışı             | Инджи                   |
| 2018      | ф  | Попутчики 2           | Yol Arkadaşım 2       | Джемре                  |
| 2018      | с  | Богатство             | Servet                | Ферах Феза              |
| 2018      | ф  | Хорошая игра          | İyi Oyun              | Наз Чавушоглу           |
| 2019—2020 | с  | Жестокий Стамбул      | Zalim İstanbul        | Джерен Йылмаз / Карачай |
| 2022      | с  | Дуран                 | Duran                 | Аслы                    |
| 2022      | с  | Улыбнись своей судьбе | Gülümse Kaderine      | Эда                     |
| 2023      | ф  | Никто                 | Hiç                   |                         |
| 2023      | ф  | Роза                  | Roza                  | Джейлан                 |
| 2023      | ф  | Многожёнство          | Zevcat                | Бахар                   |
| 2023      | с  | Сын стрелка           | Tetikçinin Oğlu       | Сибель Каяхан           |